# 리사 라슨

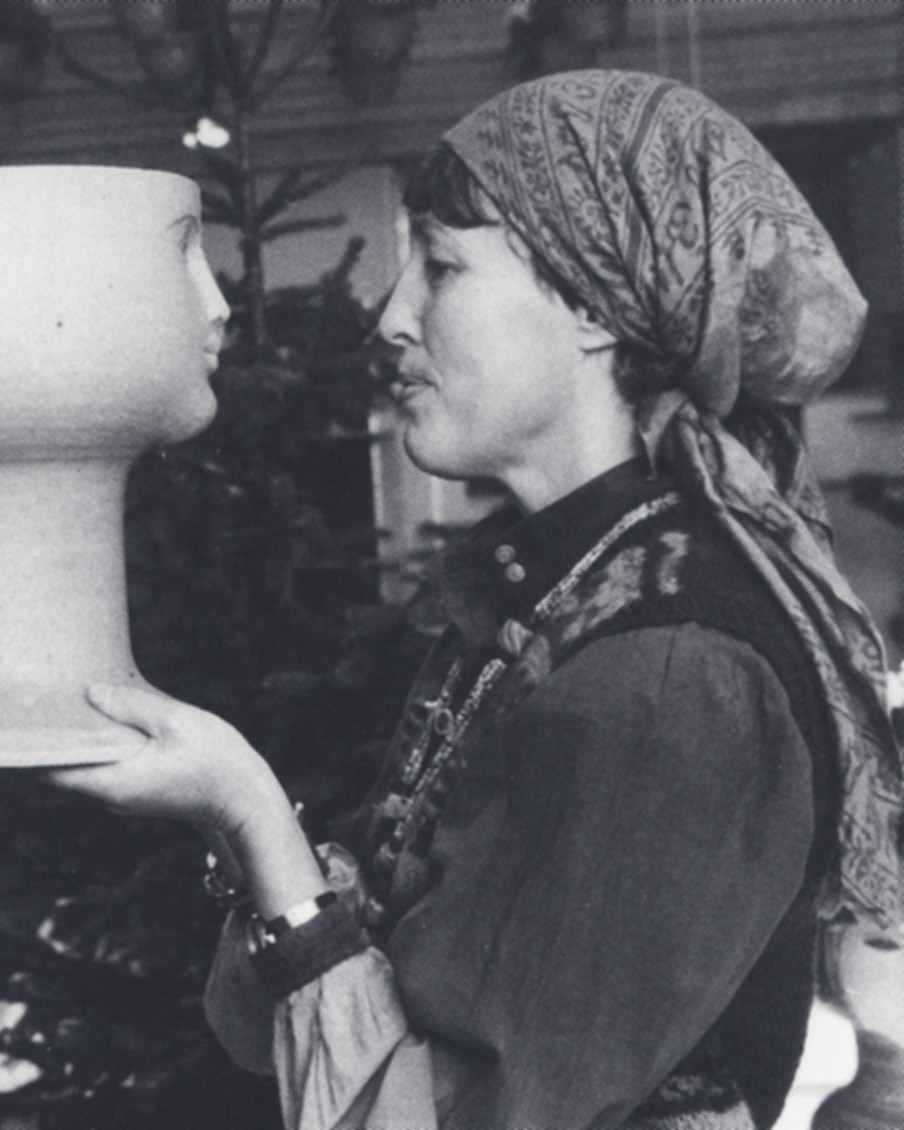
1967년 모습

리사 라슨(Lisa Larson, 1931년 9월 9일 ~ 2024년 3월 11일)은 스웨덴의 도예가이자 디자이너였다. 조각품 Small Zoo(1955), ABC-girls(1958), Africa(1964) 및 Children of the World(1974-1975)로 가장 잘 알려져 있다.

## 약력
라슨은 1931년 IKEA의 탄생지인 엘름훌트의 할룬다(Härlunda) 자치구에서 태어났다. 1949년부터 1954년까지 예테보리 공예 디자인 대학에서 공부했다.
라슨은 동물과 인물을 묘사한 도자기 작품으로 잘 알려져 있다. 교육을 마친 후 스칸디나비아 미술 대회에 참가했고 스티그 린드버그(Stig Lindberg)는 그녀에게 구스타브스베르 도자기 공장에서 1년 동안 시험 근무를 제안했다.  라슨은 결국 1980년 구스타브스를 떠나 여러 스웨덴 회사(Duka, Kooperativa Förbundet, Åhléns 등)에서 프리랜서로 일했다.
라슨은 2024년 3월 11일 92세의 나이로 사망했다.

## 경력
1992년에 라슨은 이전 동료 몇 명과 함께 구스타브스베르크 세라믹 스튜디오(Gustavsberg Ceramic Studio)를 설립했다. 스튜디오는 계속해서 새로운 디자인을 생산하고 있으며 여전히 소규모 생산이 그곳에서 이루어지고 있다.

## 갤러리

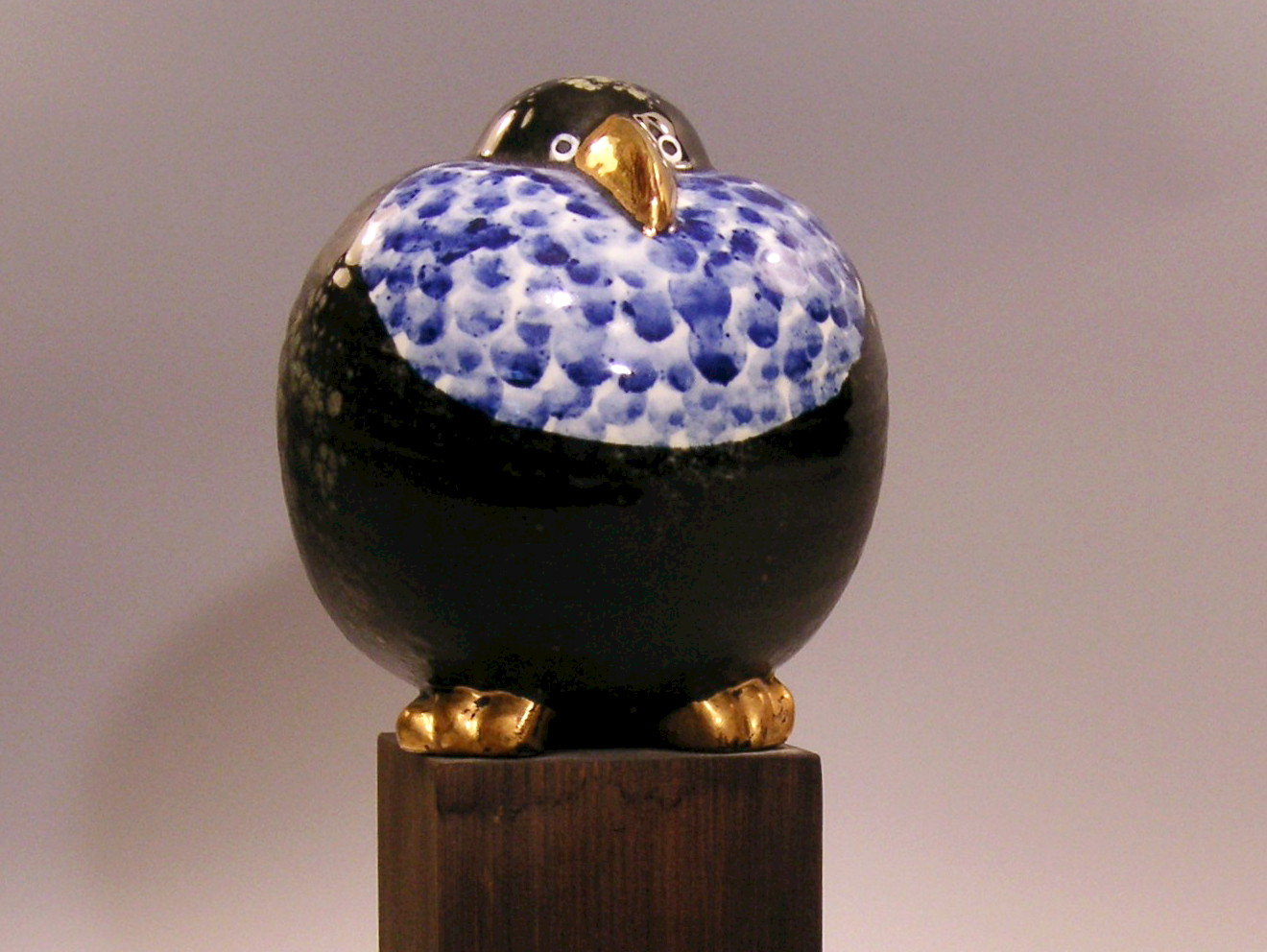
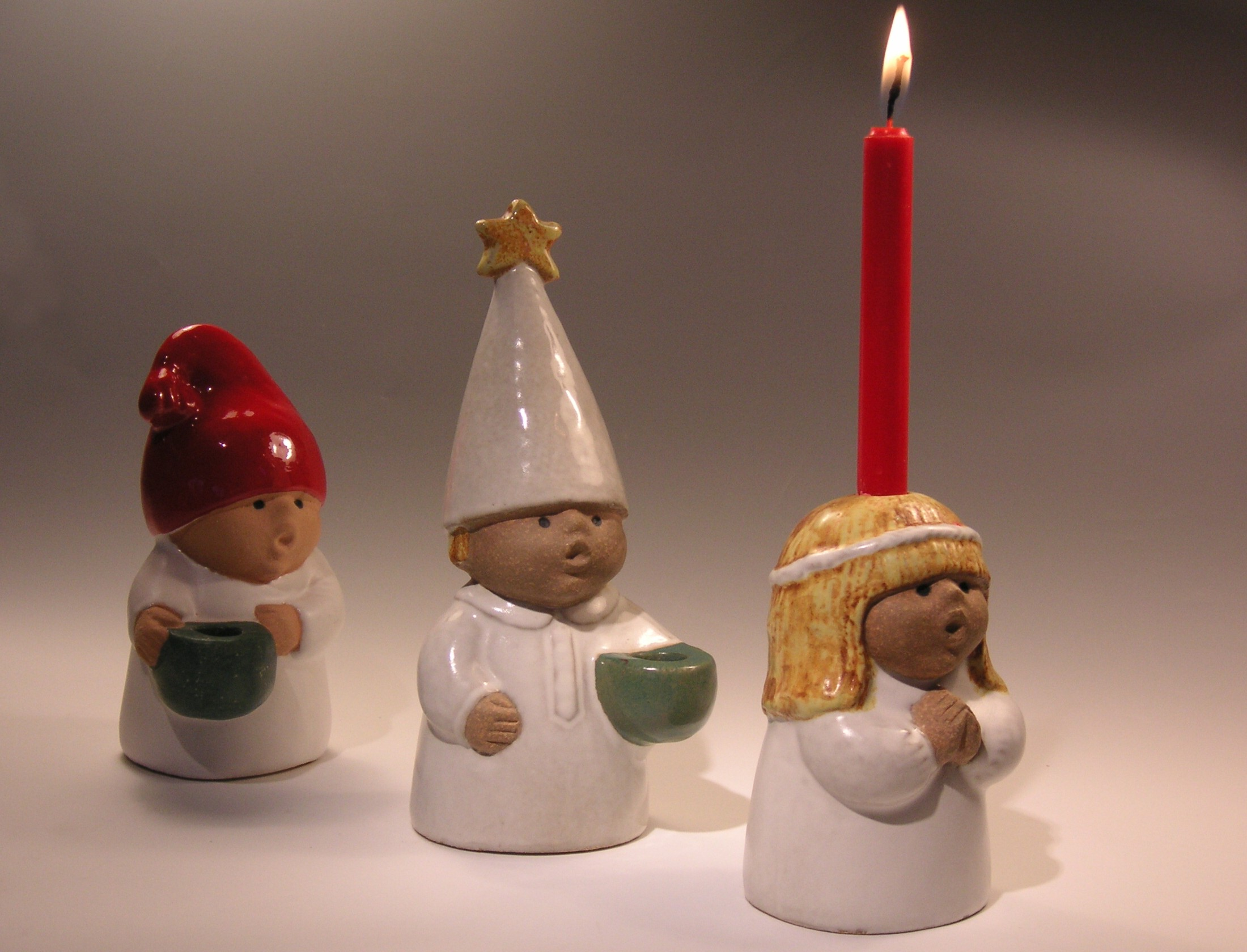
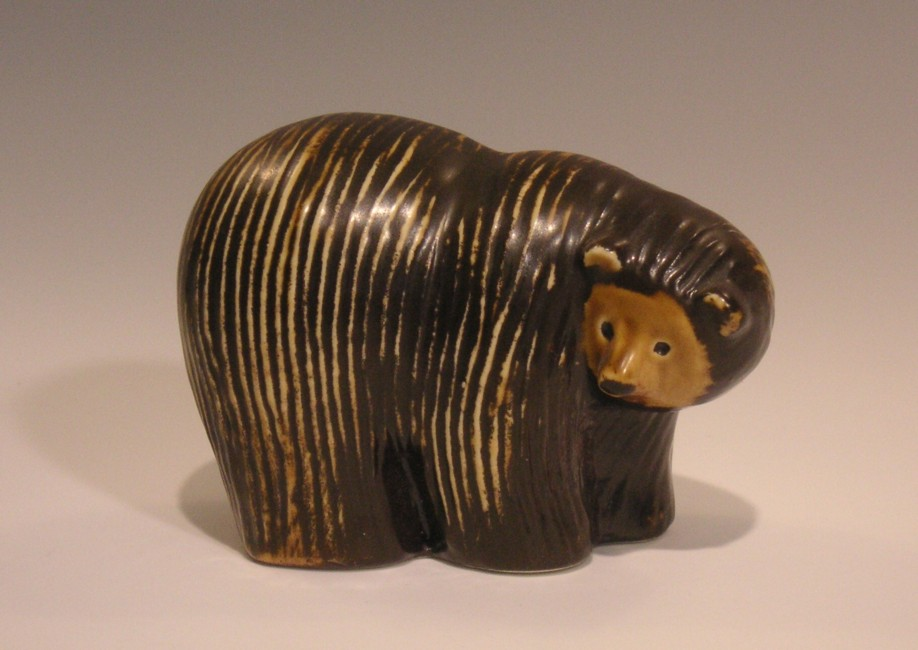
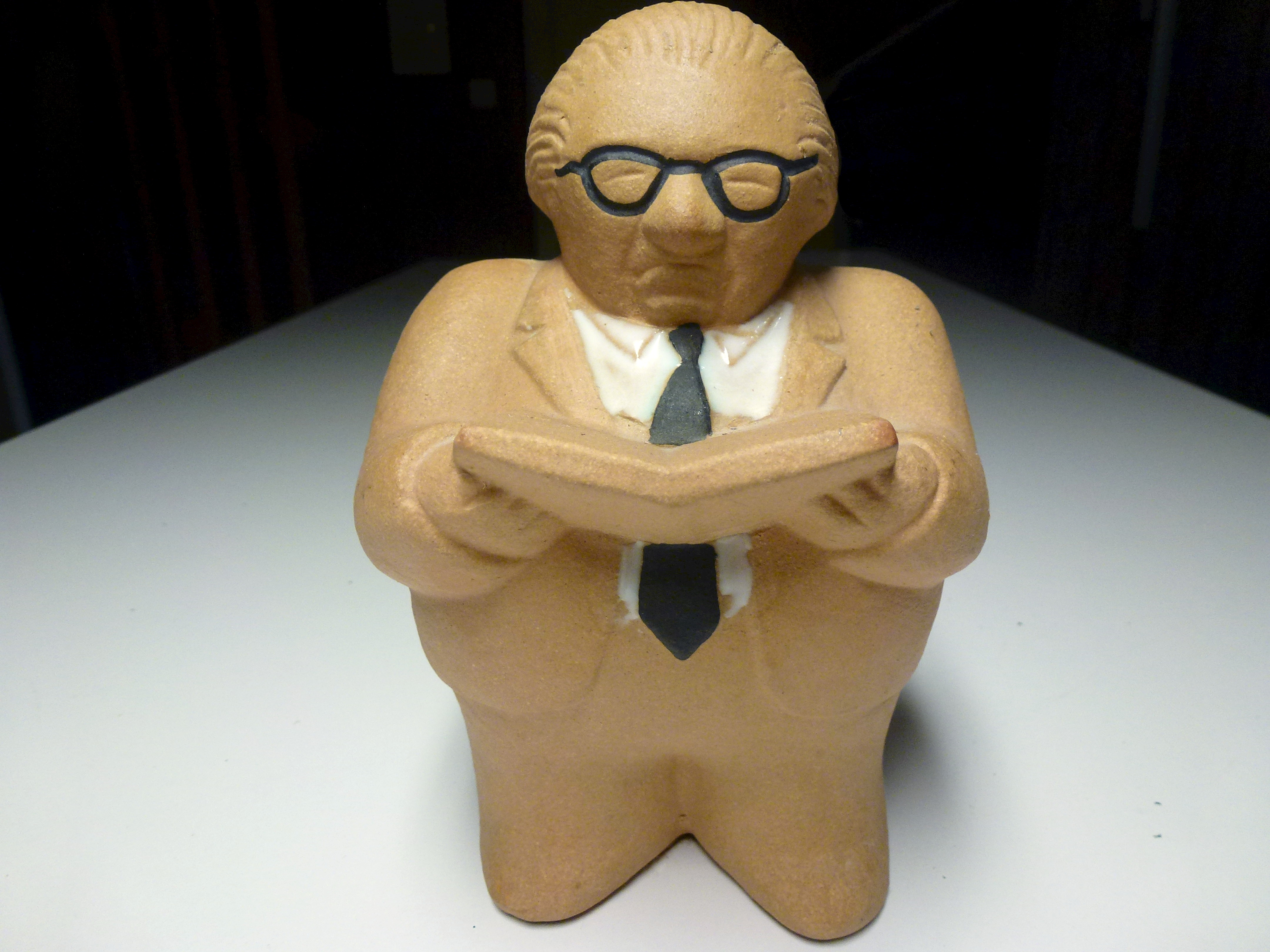
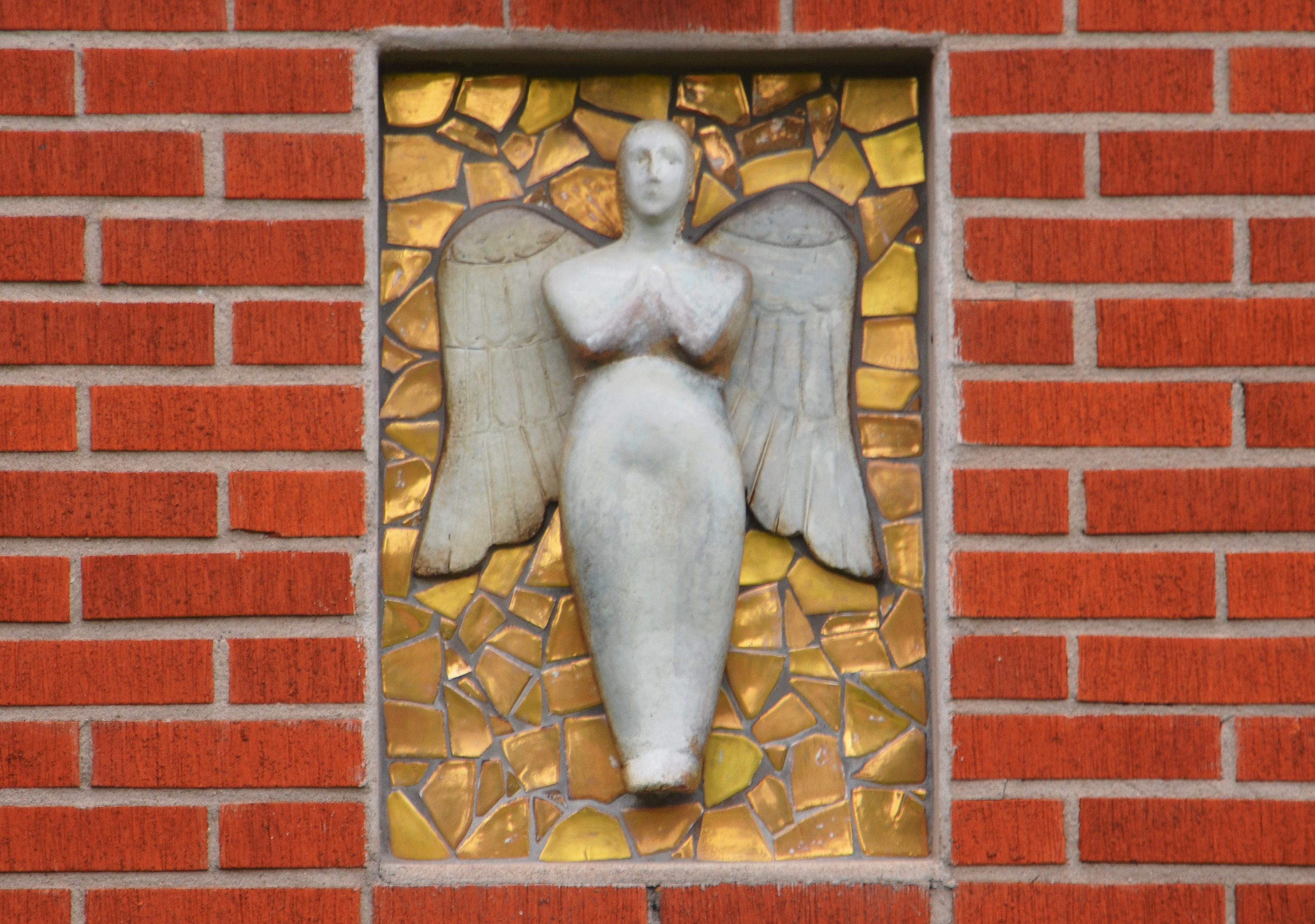
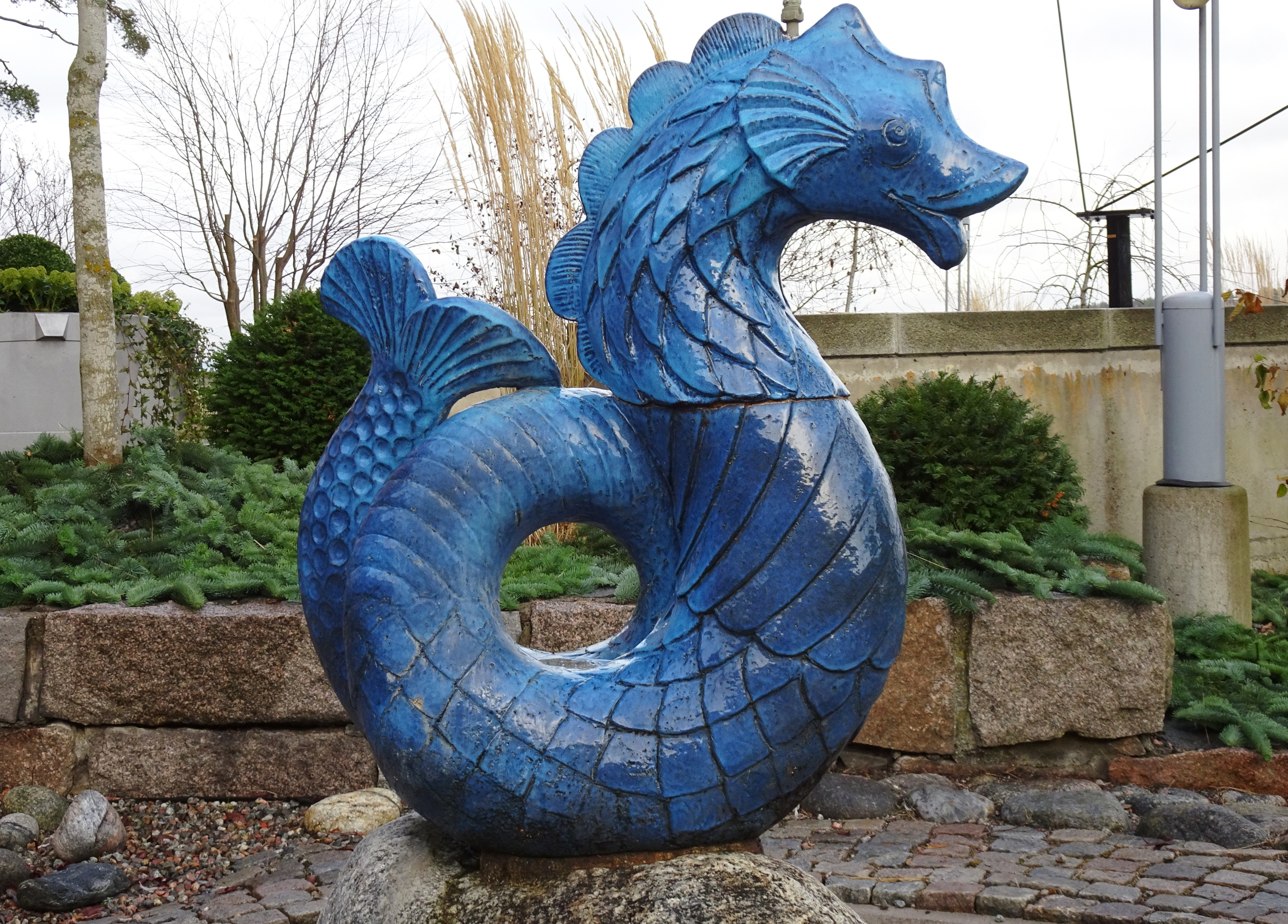